# Gid'on Ezra
Gid'on Ezra (hebrejsky גדעון עזרא‎, 30. června 1937 – 17. května 2012) byl izraelský politik, poslanec Knesetu za stranu Kadima a ministr ochrany životního prostředí, vnitřní bezpečnosti a turismu. Více než 30 let pracoval pro hlavní bezpečnostní službu Šin bet.

## Biografie
Narodil se v Jeruzalémě a v letech 1955 až 1958 sloužil v Izraelských obranných silách v oddílu Nachal. Vystudoval geografii a politologii na Haifské univerzitě a od roku 1962 pracoval pro bezpečnostní službu Šin bet (Šabak). V té pracoval až do roku 1995 a poté působil jako poradce tehdejšího ministra pro vnitřní bezpečnost Moše Šachala.
Ve volbách v roce 1996 byl zvolen poslancem Knesetu za stranu Likud a svůj poslanecký mandát obhájil v následujících volbách v letech 1999 a 2003. Poté, co Ariel Šaron porazil Ehuda Baraka v přímých premiérských volbách v roce 2001, byl Ezra jmenován náměstkem ministra vnitřní bezpečnosti.
V srpnu 2002 se Ezra vyjádřil k americké invazi do Iráku: „Čím agresivnější invaze bude, tím více pomůže Izraeli proti Palestincům.“ Dodal, že vojenská akce proti Iráku Palestincům „bezpochyby zasadí psychologickou ránu.“
Po volbách v roce 2003 se stal poprvé ministrem, když byl jmenován ministrem při úřadu premiéra. V červenci 2004 nahradil Binjamina Elona na postu ministra turismu (zprvu působil jako úřadující ministr, v postu stanul trvale od začátku září). Od září 2004 rovněž zastával post úřadujícího ministra vnitřní bezpečnosti poté, co Cachi Hanegbi rezignoval pro obvinění z korupce. Natrvalo se stal ministrem pro vnitřní bezpečnost v listopadu téhož roku a z této funkce dohlížel evakuaci osada Amona z února 2006. V listopadu 2005 byl zraněn během protestů ve Sderotu proti izraelskému jednostrannému stažení z Pásma Gazy, které podporoval.
V lednu 2005 jej na postu ministra turismu nahradil Avraham Hirschson. Když Šaron koncem roku 2005 opustil Likud a založil novou centristickou stranu Kadima, Ezra jej následoval a získal post ministra pro ochranu životního prostředí, kde vystřídal Šaloma Šimchona.
Po volbách v roce 2006 byl jmenován ministrem ochrany životního prostředí ve vládě Ehuda Olmerta. V dubnu 2007 oznámil zamítavé rozhodnutí v otázce vybudování solární elektrárny poblíž Dimony, a to kvůli potenciálnímu narušení zdejší přírodní rezervace.
Ve volbách v roce 2009 obhájil svůj poslanecký mandát. Přišel však o ministerský post, jelikož Kadima nebyla až do května 2012 (tedy do doby krátce před jeho smrtí) součástí Likudem vedené koalice premiéra Benjamina Netanjahua. Dlouho patřil k silným kuřákům cigaret a poté, co u něj byla diagnostikována rakovina plic, již nakonec podlehl, se zapojil do osvětové kampaně proti kouření. Po jeho smrti jej na postu poslance Knesetu vystřídal Akram Hasson.
Byl ženatý a má tři děti.